# Фатехабад
Фатехабад (англ. Fatehabad, хинди फ़तेहाबाद) — город на севере Индии, в штате Харьяна, административный центр одноимённого округа.

## География
Город находится в северо-западной части Харьяны, на высоте 207 метров над уровнем моря.
.
Фатехабад расположен на расстоянии приблизительно 177 километров к юго-западу от Чандигарха, административного центра штата и на расстоянии 198 километров к северо-западу от Нью-Дели, столицы страны.

## Демография
По данным официальной переписи 2001 года численность населения города составляла 59 863 человек, из которых мужчины составляли 53,4 %, женщины — соответственно 46,6 %. Уровень грамотности населения составлял 65,75 %. Уровень грамотности среди мужчин составлял 70,1 %, среди женщин — 59,9 %. 14,1 % населения составляли дети до 6 лет.

## Транспорт
Ближайший гражданский аэропорт расположен в городе Хисар.